# Riu Guatizalema
El riu Guatizalema neix a la serra de Guara (Prepirineus aragonesos), a 1.300 metres sobre el nivell de la mar, en el vessant nord d'aquesta serralada de la que rep la major part de l'aigua en el seu recorregut.
El seu curs inicial discorre per les goles tallades entre les serres de Guara i Gabardiella, fins a Santa Eulàlia, on l'any 1971 es va construir el pantà de Vadiello. Abandona Guara i s'encaixona a la Foia d'Osca fins a entregar les seues aigües al riu Alcanadre, límit convencional amb el Somontano de Barbastre, nascut a la serra del Galardón.
És un riu de règim irregular, encara que també s'alimenta de la reaparició de les aigües infiltrades, ressurgències càrstiques.

## Afluents
- Riu Botella.[5]